# مید (شهرستان هرون، میشیگان)
مید (به انگلیسی: Meade Township) یک منطقهٔ مسکونی در ایالات متحده آمریکا است که در شهرستان هیورن، میشیگان واقع شده‌است.
 مید ۹۲٫۴ کیلومتر مربع مساحت و ۷۹۹ نفر جمعیت دارد و ۲۰۷ متر بالاتر از سطح دریا واقع شده‌است.